# Santa María (Asunción)
Santa María es un barrio de la ciudad de Asunción, capital de la República del Paraguay.

## Características
La topografía presenta un suelo arcilloso con cauces de aguas subterráneas. Estos dificultan la construcción de cámaras sépticas para el desagüe cloacal, del cual carece la mayor parte de la zona. El uso de suelo es habitación y comercial.

## Historia
Los primeros pobladores se asentaron en el territorio en el año 1960 y tres años más tarde, fue creado el barrio por Resolución Municipal. Ante las dos opciones de nombres presentadas: Santa Teresa y Santa María, los miembros de la comisión vecinal de la época optaron por la segunda.

## Geografía
Situado en la ciudad de Asunción, capital del Paraguay, Distrito Capital en la Región Oriental, dentro de la bahía del Río Paraguay, ciudad cosmopolita, donde confluyen personas de distintas regiones del país y extranjeros que la habitan, ya arraigados en ella.

## Clima
Clima subtropical, la temperatura media es de 28 °C en el verano y 17 °C en el invierno. Vientos predominantes del norte y sur. El promedio anual de precipitaciones es de 1700 mm.

## Límites
Este barrio tiene como limitantes a las calles Santa Teresa, Coronel Martínez, Teniente Cayetano Rivarola y a la Avenida Madame Lynch.
- Al norte limita con el barrio Ytay.
- Al sur limita con el barrio Villa Aurelia.
- Al este limita con la Ciudad de Fernando de la Mora.
- Al oeste limita con el barrio Herrera.

## Superficie
Su superficie es de 0.69 km²

## Vías y Medios de Comunicación
Sus principales vías de comunicación son las calles y Avenidas Coronel Martínez, Santa Teresa, Madame Lynch, Panchito López y Santa María. Transitan por el área las líneas de transporte 12, 1, 18 y 85.
Operan cuatro canales de televisión abiertos y varias empresas que emiten señales por cable. Se conectan con veinte emisoras de radio que transmiten en frecuencias AM y FM. Cuenta con los servicios telefónicos de Copaco y los de telefonía celular, además cuenta con otros varios medios de comunicación y a todos los lugares llegan los diarios capitalinos

## Población
La población es de 4.591 habitantes aproximadamente, de los cuales 45% son varones y 55% son mujeres.
La densidad poblacional es de 6.450 hab/km².

## Demografía
Existen 920 viviendas aproximadamente, con un promedio de habitantes de 5 en cada una de ella. Las mismas cuentan con:
- Los servicios de energía eléctrica en un 100%.
- Los servicios de agua corriente en un 78%,
- Los servicios de desagüe cloacal en un 30%.

Los servicios de recolección de basura en un 85%.
Los habitantes del barrio corresponden al nivel socioeconómico medio y son en su mayoría empleados de pequeñas industrias y fábricas, tapiceros, obreros, empleados de públicos y privados y pequeños comerciantes.
El departamento de promoción social de la Parroquia Santa María brinda fuentes de trabajo en su lavandería.
En cuanto a la educación Santa María cuenta con un liceo, un colegio y un instituto privado que ofrece servicios de asistencia psicológica y cursos de capacitación y realiza trabajos conjuntos con el Departamento de Promoción Social de la Parroquia.
El barrio posee también una escuela y un colegio público.

## Principales problemas del barrio
- Falta de espacios abiertos
- Ocupación de predios destinados a plaza y edificio público.
- Desempleo y sub empleo

## Instituciones y Organizaciones existentes
Comisiones vecinales
Existen tres comisiones vecinales 
- Vecinos Unidos
- Santa María

Sus objetivos son combatir la contaminación ambiental, construir lomadas , gestionar el alumbrado y recuperar espacios verdes. 
También sus objetivos son la conexión del desagüe cloacal, el arreglo de calles, el equipamiento y la recuperación de terreno municipal para plazas y parques y la regularización de los terrenos.

## Instituciones No Gubernamentales
Religiosas Católicas
- Parroquia Santa María

Otros
- Iglesia Bautista Betania

Servicios Sanitarios
Educativas

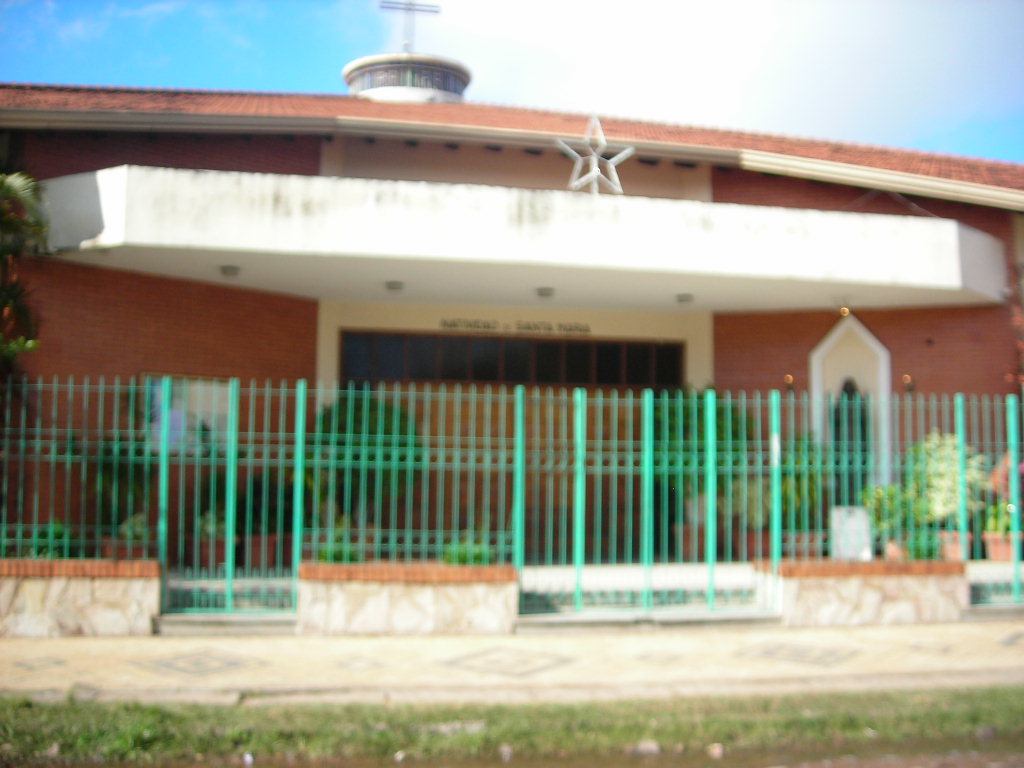
Parroquia Santa María.

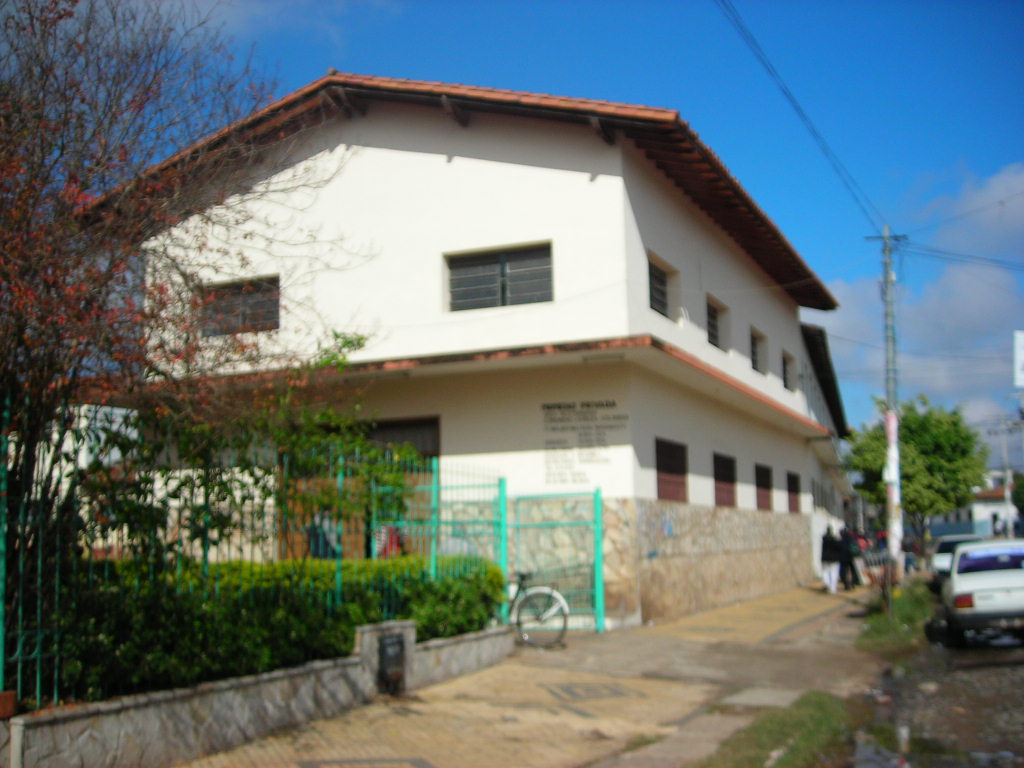
Colegio Santa María.

- Centro Educativo Parroquial La Natividad de Santa María

## Instituciones Gubernamentales
Municipales
- Dos plazas ocupadas

Educativas
- Colegio Nacional Doctor Eduardo López Moreira
- Escuela Graduada N.º 477